# Jens Boden
Jens Boden (* 29. August 1978 in Dresden) ist ein ehemaliger deutscher Eisschnellläufer.
Er wurde 2002 Deutscher Meister über 5000 Meter und gewann bei den Olympischen Winterspielen in Salt Lake City (Utah Olympic Oval) die Bronzemedaille.
Dafür wurde er am 6. Mai 2002 mit dem Silbernen Lorbeerblatt ausgezeichnet.
Jens Boden war Hauptfeldwebel bei der Sportfördergruppe der Bundeswehr in Berlin.
Er startete für seinen Heimatverein Eislauf-Verein Dresden e. V. (bis 2001 ESC Dresden), auch wenn er im Zuge der Neustrukturierung der Herren-Nationalmannschaft seit Mai 2006 vorrangig in Berlin trainierte.
Am 9. März 2007 gab Jens Boden am Rande der Einzelstreckenweltmeisterschaften seinen Rücktritt bekannt – mit der Begründung, sich mehr um seine Familie und um sein im Herbst 2007 begonnenes Studium kümmern zu wollen.

## Eisschnelllauf-Weltcup-Platzierungen
| Platzierung    | 100 m | 500 m | 1000 m | 1500 m | 5000 m | 10.000 m | Massenstart | Team |
| -------------- | ----- | ----- | ------ | ------ | ------ | -------- | ----------- | ---- |
| 1. Platz       |       |       |        |        |        |          |             |      |
| 2. Platz       |       |       |        |        |        |          |             |      |
| 3. Platz       |       |       |        |        |        |          |             |      |
| 4. – 10. Platz |       |       |        |        |        | 1        |             |      |